# Мехия, Хорхе Мария
Хорхе Мария Мехия (исп. Jorge María Mejía; 31 января 1923, Буэнос-Айрес — 9 декабря 2014, Рим) — аргентинский куриальный кардинал. Титулярный епископ Аполлонии Иллирийской с 8 марта 1986 по 5 марта 1994. Титулярный архиепископ Аполлонии Иллирийской с 5 марта 1994 по 21 февраля 2001. Вице-председатель Папского Совета Справедливости и Мира с 8 марта 1986 по 5 марта 1994. Секретарь Конгрегации по делам епископов с 5 марта 1994 по 7 марта 1998. Секретарь Коллегии кардиналов с 10 марта 1994 по 7 марта 1998. Архивариус и Библиотекарь Святой Римской Церкви с 7 марта 1998 по 24 ноября 2003. Кардинал-дьякон с титулярной диаконией Сан-Джироламо-делла-Карита с 21 февраля 2001 по 21 февраля 2011. Кардинал-священник с титулом церкви pro hac vice Сан-Джироламо-делла-Карита c 21 февраля 2011.